# Bahareque
Los términos bahareque, bajareque, bareque y fajina se refieren a un sistema de construcción de viviendas a partir de palos o cañas entretejidos y con recubrimiento de barro. Esta técnica se ha usado desde épocas remotas para la construcción de vivienda en pueblos indígenas de América. Un ejemplo es el bohío, vivienda muy usada por amerindios, principalmente en Panamá, Venezuela, Cuba y Colombia. Bareque es la denominación, también, en algunos países de América del Sur.
Un sistema constructivo europeo similar utiliza zarzo y barro.

## Origen
Pedro José Ramírez Sendoya menciona la palabra ‘bahareque’ como 

... buenos edificios de paredes de barro y madera casi del ancho de una tapia de las nuestras, altas y blanqueadas de greda muy blanca...
Fray Pedro Simón

 Casa o lugar de habitación construidos de cañas tejidas y barro. Algunos autores la consideran de origen Caribe - taíno, escribiéndola «bajareque».
En otras lenguas americanas se encuentran homofonías: mixteca, ba y galibi, bava.

## Materiales

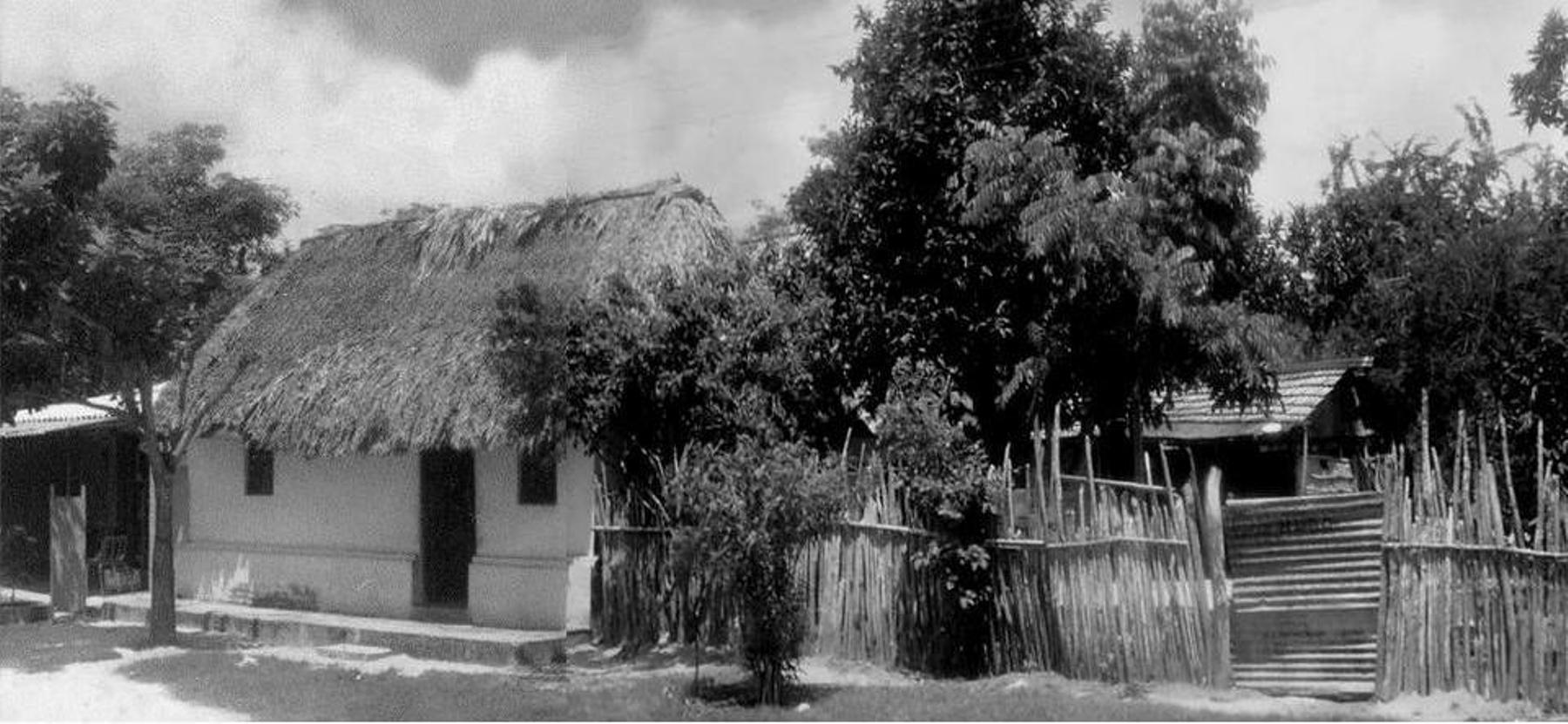
Ejemplo de vivienda de bahareque en Pital de Megua, Colombia.

El bahareque es característico de América; dentro de los tipos está el embutido, esterilla y el tejido. Las comunidades caribes del interior de Colombia y Venezuela a sus lugares de habitación construidos con materiales naturales como pilotes estructurales de madera, con cubiertas protectoras a dos aguas, elaboradas con las hojas de la palmera de la región, divisiones y paredes, un encofrado en esterillas guadua relleno por una argamasa de diversos materiales de origen vegetal compactada mediante golpes con pisón, recubiertas de una última capa para el lustre con algún tipo de cal; sus patrones siempre siguen formas rectangulares; además es utilizada para el inmobiliario interno, elaborado completamente con los materiales disponibles en el lugar. Las enramadas externas anexas al bahareque las llaman caney.
"Los antiguos pobladores de la región andina diversificaron durante generaciones la utilización de la guadua, implementando en un principio el "bahareque rústico", de guadua y "esterilla" de guadua para un encofrado de diversos materiales compactada a golpes mediante un "pisón" y techos de paja, técnicas locales anteriormente descartadas surgiendo, alrededor de 1880, como resultado el “bahareque de tierra y cagajón”, cita Jorge Robledo.
Material para encofrado:
- Cardón (Caribe Colombiano)
- Arboloco (Eje cafetero)
- Guadua
- Cañabrava
- Caña de Castilla

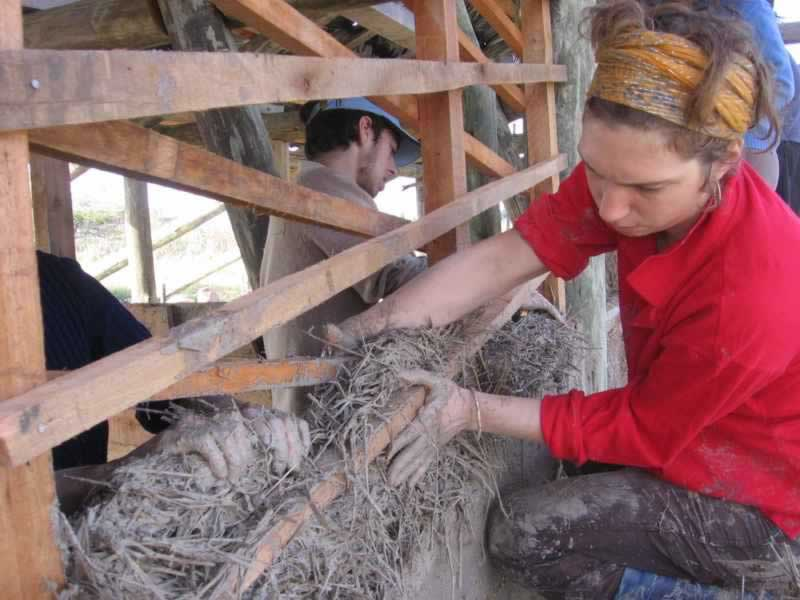
Embarrado de la trama de madera para elaborar un muro de fajina o bahareque (Progreso, Uruguay).

- Chusque (Tierras altas, Cundinamarca, Boyacá)
- Maderas finas (nogal, cedro, cucharo, etc.)
- Recubrimiento en: cagajón, láminas metálicas, tablas de madera, mortero de cemento, madera contrachapada, fibrocemento.

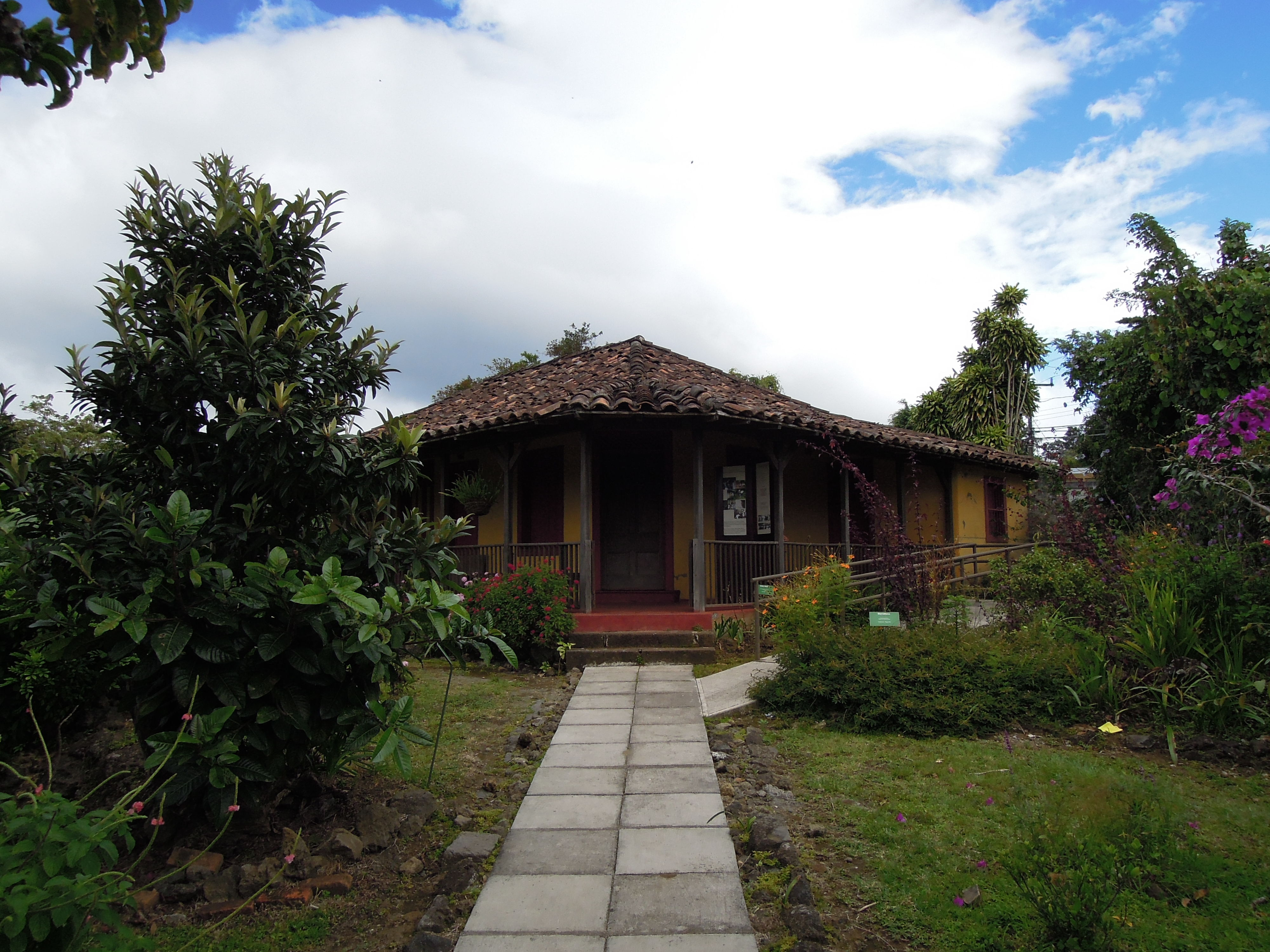
Antigua casa de bahareque en Costa Rica, hoy Museo de Cultura Popular.

En general se utilizan cañas de la familia Poaceae, en especial en zonas de cordillera donde dichas especies abundan. Sin embargo, el sistema es versátil hasta el punto de permitir una amplia variedad de especies para su estructura, como el cardón en la Guajira o el arboloco, una especie de sistemas sucesionales tempranos. Los techos de las viviendas en bahareque fueron y son elaborados de igual manera con una infinidad de materiales naturales, entre ellos hojas de palma, hojas de yarumo, cañas, o han sido adaptados a tecnologías foráneas como la teja cocida, eternit o zinc.
El bahareque se ha empleado a través de los siglos en Colombia para la construcción de viviendas. Usado en primera instancia por grupos indígenas, fue la elección primaria de los colonizadores europeos o mestizos, que supieron adaptarlo a las condiciones ambientales, aprovechando una diversa selección de materiales y técnicas nativas. Posteriormente, muchas de las viviendas de bahareque fueron reemplazadas por técnicas de adobe o tapia pisada, aunque el bahareque siguió siendo la técnica de predilección en lugares como el eje cafetero, debido a la amenaza sísmica alta en dicha región, donde existe aún hoy un uso de bahareque sobre cañas de guadua o cañabrava. Puede ser combinado con tapiales, adobes y bases rasantes y subrasantes de ladrillo o piedra, con la finalidad de dar mayor durabilidad a la estructura.
Como tecnología apropiada se ha utilizado con éxito en la construcción de viviendas sismorresistentes en Popayán y Armenia, Colombia; igualmente en Costa Rica, donde tuvo excelente acogida luego de resistir un sismo de 7.5, en la escala de Richter, el 22 de abril de 1991. En Perú y Chile se conoce un sistema similar llamado quincha. Una de sus características es el microclima agradable que se conserva en su interior.
Actualmente, el sistema de bahareque se encuentra reglamentado en Colombia y Perú con normas técnicas de diseño y construcción sismorresistente, las cuales tienen carácter de ley nacional.